# Pardosa messingerae
Pardosa messingerae är en spindelart som först beskrevs av Embrik Strand 1916.  Pardosa messingerae ingår i släktet Pardosa och familjen vargspindlar. Inga underarter finns listade i Catalogue of Life.